# خاندان سککان
خاندان سککان، سککانکه، پنج خاندان نایب‌السلطنه (به ژاپنی: 五摂家; go-seike or go-sekke) یا سکّه (به ژاپنی: 摂家 せっけ)، سکّان‌که (به ژاپنی: 摂関家)، یک عنوان جمعی برای پنج خاندان انشعاب شده از خاندان فوجیوارا است. این پنج خاندان مقام نایب‌السلطنه (فهرست کانپاکو و سشو در ژاپن) در دربار امپراتوری در کیوتو را بین قرن ۱۲ تا ۱۹ میلادی در انحصار خود داشتند. این پنج خاندان عبارتند از: خاندان کونوئه، خاندان تاکاتسوکاسا، خاندان کوجو، خاندان ایچیجو و خاندان نیجو هر چند خاندان فوجیوارا شعبه‌های دیگری نیز داشت اما به‌طور سنتی تنها این پنج شعبه از این خاندان واجد شرایط مجوز برای منصب نایب‌السلطنه بودند.